# Anthony Perkins
Anthony Perkins (4. dubna 1932 New York – 12. září 1992 Hollywood, Los Angeles) byl americký herec. Jeho nejznámější rolí byl Norman Bates ve filmu Psycho.

## Filmografie
- The Actress (1953)
- Přesvedčení (1956)
- Fear Strikes Out (1957)
- The Lonely Man (1957)
- Šerifská hvězda (1957)
- Farma pod Jilmy (1958)
- Mořská zeď (1958)
- The Matchmaker (1958)
- Zelené království (1959)
- Na břehu (1959)
- Tall Story (1960)
- Psycho (1960)
- Goodbye Again (1961)
- Phaedra (1962)
- Nůž v ráně (1962)
- Proces (1962)
- Meč a váhy (1963)
- Une ravissante idiote (1964)
- Zabiják bláznů (1965)
- Hoří v Paříži? (1966)
- Evening Primrose (1966)
- Vražedné šampaňské (1967)
- Jed (1968)
- Hlava 22 (1970)
- Stanice WUSA (1970)
- Allan nebo jeho sestra (1970)
- Deset strašných dní (1971)
- Někdo je za dveřmi (1971)
- Play It As It Lays (1972)
- Život a doba soudce Roy Beana (1972)
- Lovin' Molly (1974)
- Vražda v Orient expresu (1974)
- Mahogany (1975)
- Pamatuj si mé jméno (1978)
- First, You Cry (1978)
- Bídníci (1978)
- Zimní zabíjení (1979)
- Twice a Woman (1979)
- Černá díra (1979)
- Double Negative (1980)
- North Sea Hijack (1980)
- For the Term of His Natural Life (1982)
- The Sins of Dorian Gray (1983)
- Psycho II (1983)
- Hrdinové (1984)
- Zločiny z vášně (1984)
- Psycho III (1986)
- Napoleon a Josefína (1987)
- Stín smrti (1988)
- Hranice šílenství (1989)
- Chillers (1990)
- Dcera temnot (1990)
- Dnes v noci jsem nebezpečná (1990)
- Ghost Writer (1990)
- Psycho IV: Začátek  (1990)
- The Man Next Door (1991)
- Nahá spojka (1992)
- Soukromý případ/(Vraždy v temném lese) (1992)